# Abraham ben Moisès ben Maimon
Abraham ben Moisès ben Maimon (hebreu: אברהם בן הרמב"ם‎), també conegut com a Rabeinu Abraham ben ha-Rambam i Abraham Maimuni (Fustat, 1186-7 de desembre de 1237) era el fill del rambam Maimònides i el va succeir com a naguid (‘líder’) de la comunitat jueva egípcia.

## Biografia
Abraham va néixer a Fustat, Egipte; el seu pare, Maimònides, tenia 59 anys en aquell moment. El noi era «modest, altament refinat i inusualment bondadós»; també es va destacar pel seu brillant intel·lecte, i fins i tot quan era jove va arribar a ser conegut com un gran erudit. Quan el seu pare va morir en 1204, a l'edat de 69 anys, Abraham només tenia 19 anys, quan va ser reconegut com el millor erudit de la seva comunitat.
Abraham va succeir al seu pare el Rambam, com Naguid (cap dels jueus egipcis). Abraham va entrar a treballar com a metge de la cort, a l'edat de 18 anys. (El càrrec de Naguid, va estar en mans de la família de Maimònides durant quatre generacions successives, fins a finals del segle XIV).
El Rabí Abraham va honrar enormement la memòria del seu pare, i va defensar els seus escrits i les seves obres contra tots els crítics. Degut a la seva influència, gran part de la comunitat caraita egípcia va tornar a seguir el judaisme rabínic. Se sap que els jueus del Iemen es van mantenir en contacte amb el Rabí Abraham, mentre ocupava el càrrec de cap de la comunitat jueva a Egipte. Els jueus del Iemen li van enviar unes 13 preguntes relacionades amb la Halacà, ell va respondre les preguntes de manera breu i concisa.

## Obres
L'obra literària més coneguda d'Abraham Maimuni és el seu llibre Milchamot HaShem ("Les guerres del Senyor"). (en hebreu: מלחמות השם). En aquesta obra, Abraham Maimuni respon a les crítiques expressades cap a les doctrines filosòfiques del seu pare, relatades en la Guia dels Perplexos. Inicialment, Abraham Maimuni havia evitat entrar en la controvèrsia sobre els escrits del seu pare, però quan es va assabentar de la suposada crema dels llibres del seu pare a Montpeller, en 1235, va redactar el llibre Milchamot HaShem, una obra que estava dirigida als rabins de la regió francesa de la Provença.
Hi ha una altra de les seves obres més importants, que va ser escrita en àrab, i s'anomenava ("Guia pels servents de Déu"). (en hebreu: המספיק לעובדי השם), (transliterat: HaMaspik LeOvadi HaShem). A partir de la part existent, es creu que el tractat de Maimuni era tres vegades més llarg que l'obra del seu pare: "La Guia de perplexos".
En el llibre, Maimuni demostra una gran apreciació i afinitat pel sufisme, (el misticisme islàmic). Els seguidors del rabí, van continuar fomentant una forma de pietisme jueu-sufí, durant almenys un segle. Abraham Maimuni, és considerat com el fundador d'una escola pietista.
Les seves altres obres inclouen un comentari sobre la Torà, del que només es conserven els seus comentaris sobre Gènesis i Èxode. Així com alguns comentaris sobre algunes parts del Mixné Torà del seu pare, el Rambam, i els comentaris sobre diversos tractats del Talmud babilònic.
Abraham Maimuni, també va escriure una obra sobre la Halacà, (la llei jueva), combinada amb filosofia i ètica, (també en àrab, i que estaba organitzada seguint l'ordre del Mixné Torà de Maimònides). Així com un llibre de preguntes i respostes, més conegut com a Sefer Birkat Abraham. Sovint se cita el seu "discurs sobre les dites dels rabins", una obra que tracta sobre l'Agadà (llegendes jueves). Abraham Maimuni, fou també l'autor de diverses obres sobre medicina.